# Sovjetunionens ordner og dekorationer
Dette er en liste over Sovjetunionens ordner og dekorationer.

## Heltehædersbevisninger
| Medalje og bånd           | Navn (Dansk/Russisk translitteration)                                      | Etableret         | Beskrivelse | Antal tildelinger          |
| "Sovjetunionens Helt"     | Sovjetunionens Helt Золотая Звезда Zolotaja Zvezda                         | 16. april 1934    | Sovjetunionens Helt var den fornemste hædersbevisning, der kunne tildeles civile og militært personel for fremme af fred og socialisme, for at beskytte moderlandet og for på heroisk vis at hjælpe andre. | 12.745                     |
| "Hammer og Segl"-Medaljen | Det Socialistiske Arbejdes Helt Золотая Серп и Молот Zolotaja Serp i Molot | 27. december 1938 | Tildeltes personer, som gjorde en enestående indsats for erhvervsliv og kultur eller for særlig indsats for statstjenesten eller offentlig virksomhed. | 20.812                     |
| "Moderheltinde"-Ordnen    | "Moderheltinde"-Ordnen Орден Мать-героиня Orden Mat-geroinja               | 8. juli 1944      | Denne orden tildeltes mødre, der havde født eller opfostret 10 eller flere børn. Tildelingen fandt sted ved det 10. barns første fødselsdag, forudsat at ni andre børn (biologiske eller adopterede) levede. Børn, som var døde pga. heltemodige, militære eller andre ærefulde omstændigheder blev også regnet med. | 454.142 (herunder en mand) |

## Militære ordner
| Medalje og bånd                            | Navn (Dansk/Russisk/Translitteration) | Etableret        | Beskrivelse | Antal tildelinger |
| Sejrsordnen                                | Sejrsordnen Победа Pobeda | 8. november 1943 | Sejrsordnen var den fornemste militære hædersbevisning i de sovjetiske væbnede styrker og en af verdens sjældneste, idet kun et lille antal personer har modtaget den. Den blev udelukkende tildelt generaler og marskaller for succesfulde operationer på en eller flere fronter, derved resulteret i en radikal ændring i en given situation til fordel for den Røde Hær. Medaljen blev fremstillet af platin, rubiner og 150 diamanter, og den er således meget kostbar. På medaljen ses Spasskaja-tårnet på Kreml. | 20                |
| Røde Fane ordenen                          | Røde Fane-ordenen Орден Крaсного Знамени Orden Krasnogo Znameni | 1. august 1924   | Røde Fane-ordenen var indtil etableringen af Leninordnen den fornemste (og noget nær den eneste) militære hædersbevisning i Sovjetunionen. Stort set alle kendte sovjetiske befalingsmænd blev tildelt Røde Fane ordenen. Ligeledes blev ordnen tildelt NKVD-personel. | 581.300           |
| Røde Stjerne-ordenen                       | Røde Stjerne-ordenen Орден Красной Звезды Orden Krasnoj Zvezdy | 6. april 1930    | Den Røde Stjernes Orden blev tildelt personel fra Den Røde Hær og Søværnet for enestående tjeneste i forsvaret af Sovjetunionen i såvel freds- som krigstid. Inden etableringen af andre fortjenstmedaljer blev den ligeledes givet for 15 års tro tjeneste. | 3.876.740         |
| Den Store Fædrelandskrigs Orden af 1. grad | Den Store Fædrelandskrigs Orden af 1. grad Орден Отечественной войны первой степени Orden Otechestvennoj vojny pervoj stepeni                                                                                     | 20. maj 1942     | Denne orden tildeltes sovjetiske soldater fra de væbnede styrker, sikkerhedsstyrker og partisaner, der havde udført heltemodige gerninger under Den Store Fædrelandskrig. I 1985 under fejringen af 40-års dagen for Den Store Fædrelandskrig blev det besluttet, at alle overlevende veteraner fra krigen ville blive tildelt ordnen af enten 1. eller 2. grad. | 2.627.899         |
| Den Store Fædrelandskrigs Orden af 2. grad | Den Store Fædrelandskrigs Orden af 2. grad Орден Отечественной Войны второй степени Orden Otechestvennoj vojny vtoroj stepeni                                                                                     | 20. maj 1942     | Denne orden tildeltes sovjetiske soldater fra de væbnede styrker, sikkerhedsstyrker og partisaner, der havde udført heltemodige gerninger under Den Store Fædrelandskrig. I 1985 under fejringen af 40-års dagen for Den Store Fædrelandskrig blev det besluttet, at alle overlevende veteraner fra krigen ville blive tildelt ordnen af enten 1. eller 2. grad. | 6.716.384         |
| Alexander Nevskij-Ordnen                   | Alexander Nevskij-Ordnen Орден Александра Невского Orden Aleksandra Nevskogo | 29. juli 1942    | Alexander Nevskij-Ordnen tildeltes hærens officerer for at udvise mod og for snarrådig lederskab. | 50.585            |
| Suvorov-Ordnen af 1. grad                  | Suvorovordenen af 1. grad Орден Суворова первой степени Orden Suvorova pervoj stepeni | 29. juli 1942    | Ordnen af 1. grad tildeltes hærens befalingsmænd for enestående ledelse af kampoperationer. | 393               |
| Suvorov-Ordnen af 2. grad                  | Suvorovordenen af 2. grad Орден Суворова второй степени Orden Suvorova vtoroj stepeni | 29. juli 1942    | Ordnen af 2. grad tildeltes til korps-, divisions- og brigadebefalshavende for en afgørende sejr over en talmæssigt overlegen fjende. | 2.862             |
| Suvorov-Ordnen af 3. grad                  | Suvorovordenen af 3. grad Орден Суворова третьей степени Orden Suvorova tret'ej stepeni | 4. februar 1943  | Ordnen af 3. grad tildeltes regimentskommandører, disses stabschefer samt bataljon- og kompagnikommandører for enestående lederskab, som således førte til sejr. | 4.012             |
| Kutusov-Ordnen af 1. grad                  | Kutusov-Ordnen af 1. grad Орден Кутузова первой степени Orden Kutuzova pervoj stepeni | 29. juli 1942    | Mikhail Kutuzov-Ordnen af 1. grad etableredes for at belønne befalingsmænd ved fronten og hæren for på dygtig vis at omgå fjendtlige angreb og efterfølgende at iværksætte vellykkede modangreb. | 669               |
| Kutusov-Ordnen af 2. grad                  | Kutusov-Ordnen af 2. grad Орден Кутузова второй степени Orden Kutuzova vtoroj stepeni | 29. juli 1942    | Mikhail Kutuzov-Ordnen af 2. grad etableredes for at belønne korps-, divisions- og brigadebefalshavende for på dygtig vis at omgå fjendtlige angreb og efterfølgende at iværksætte vellykkede modangreb. | 3.325             |
| Kutusov-Ordnen af 3. grad                  | Kutusov-Ordnen af 3. grad Орден Кутузова третьей степени Orden Kutuzova tеret'ej stepeni | 8. februar 1943  | Mikhail Kutuzov-Ordnen af 3. grad etableredes for at belønne regimentskommandører, disses stabschefer samt bataljon- og kompagnikommandører for på dygtig vis at omgå fjendtlige angreb og efterfølgende at iværksætte vellykkede modangreb. | 3.328             |
| Bogdan Khmelnitskij-Ordnen af 1. grad      | Bogdan Khmelnitskij-Ordnen af 1. grad russisk: Орден Богдана Хмельницкого первой степени tr. Orden Bogdana Khmelnitskogo pervoj stepeni                                                                           | 10. oktober 1943 | Ordnen af 1. grad tildeltes front- og hærkommanderende for vellykket ledelse af kampoperationer, som førte til befrielse af en region eller by og derved tilførte fjende svære tab. | 323               |
| Bogdan Khmelnitskij-Ordnen af 1. grad      | Bogdan Khmelnitskij-Ordnen af 2. grad russisk: Орден Богдана Хмельницкого второй степени tr. Orden Bogdana Khmelnitskogo vtoroj stepeni                                                                           | 10. oktober 1943 | Ordnen af 2. grad tildeltes korps-, divisions- og brigadebefalshavende for at bryde eller foretage et indfald bag fjendes linje. | 2.389             |
| Bogdan Khmelnitskij-Ordnen af 1. grad      | Bogdan Khmelnitskij-Ordnen af 3. grad russisk: Орден Богдана Хмельницкого третьей степени tr. Orden Bogdana Khmelnitskogo tretej stepeni                                                                          | 10. oktober 1943 | Ordnen af 3. grad tildeltes officerer, partisanerledere, sergenter, korporaler og menige fra Den Røde Hær og partisanenheder for enestående mod og handlekraft, som førte til sejr i et slag. | 5.738             |
| Storhedsordnen af 1. grad                  | Storhedsordnen af 1. grad Орден Слава первой степени Orden Slav pervoj stepeni | 8. november 1943 | Storhedsordnen, som var udformet på baggrund af tsar-tidens Sankt Jørgens Kors, tildeltes ikke-værnepligtige officerer og soldater fra de væbnede styrker såvel som underofficerer fra luftvåbnet for mod under krig mod fjenden. Den tildelte ville indledningsvis modtage ordnen af 3. grad og ville for efterfølgende heltemodig indsats blive opgraderet til højere grader. | 2.620             |
| Storhedsordnen af 2. grad                  | Storhedsordnen af 2. grad Орден Слава второй степени Orden Slava vtoroj stepeni | 8. november 1943 | Storhedsordnen, som var udformet på baggrund af tsar-tidens Sankt Jørgens Kors, tildeltes ikke-værnepligtige officerer og soldater fra de væbnede styrker såvel som underofficerer fra luftvåbnet for mod under krig mod fjenden. Den tildelte ville indledningsvis modtage ordnen af 3. grad og ville for efterfølgende heltemodig indsats blive opgraderet til højere grader. | 46.473            |
| Storhedsordnen af 3. grad                  | Storhedsordnen af 3. grad Орден Слава третьей степени Orden Slava tret'ej stepeni | 8. november 1943 | Storhedsordnen, som var udformet på baggrund af tsar-tidens Sankt Jørgens Kors, tildeltes ikke-værnepligtige officerer og soldater fra de væbnede styrker såvel som underofficerer fra luftvåbnet for mod under krig mod fjenden. Den tildelte ville indledningsvis modtage ordnen af 3. grad og ville for efterfølgende heltemodig indsats blive opgraderet til højere grader. | 997.815           |
| Usjakov-Ordnen af 1. grad                  | Usjakov-Ordnen af 1. grad Орден Ушакова первой степени Orden Usjakova pervoj stepeni | 3. marts 1944    | Tildeltes officerer fra søværnet for enestående resultater ved planlægning og udførelse af marine operationer og for sejre i slag som følge af sådanne operationer. | 47                |
| Usjakov-Ordnen af 2. grad                  | Usjakov-Ordnen af 2. grad Орден Ушакова второй степени Orden Usjakova vtoroj stepeni | 3. marts 1944    | Ordnen tildeltes officerer fra søværnet for enestående planlægning og ledelse i søslag mod en talmæssigt overlegen fjende resulterende i udsletning af store styrker. | 198               |
| Nakhimov-Ordnen af 1. grad                 | Nakhimov-Ordnen af 1. grad Орден Нахимова первой степени Orden Nakhimova pervoj stepeni | 3. marts 1944    | Tildeltes officerer fra søværnet for enestående planlægning og udførelse af operationer. | 80                |
| Nakhimov-Ordnen af 2. grad                 | Nakhimov-Ordnen af 2. grad Орден Нахимова второй степени Orden Nakhimova vtoroj stepeni | 3. marts 1944    | Tildeltes officerer fra søværnet for enestående planlægning og udførelse af operationer. | 467               |
| Orden for Indsats for Fædrelandet          | Orden for Indsats for Fædrelandet i Sovjetunionens Væbnede Styrker af 1. grad Орден За службу Родине в Вооружённых Силах СССР первой степени Orden Za sluzhbu Rodine v Vooruzhennykh Silakh SSSR pervoj stepeni   | 28. oktober 1974 | Denne orden blev tildelt for eksemplarisk indsats i de væbnede styrker i såvel krigs- som fredsstid. En modtager fik indledningsvis ordnen af 3. grad, og efterfølgende handlinger opgraderede til 2. og siden 1. grad. Denne orden medførte desuden visse materielle goder til modtageren. | 13                |
| Orden for Indsats for Fædrelandet          | Orden for Indsats for Fædrelandet i Sovjetunionens Væbnede Styrker af 2. grad] Орден За службу Родине в Вооружённых Силах СССР второй степени Orden Za sluzhbu Rodine v Vooruzhennykh Silakh SSSR vtoroj stepeni  | 28. oktober 1974 | Denne orden blev tildelt for eksemplarisk indsats i de væbnede styrker i såvel krigs- som fredsstid. En modtager fik indledningsvis ordnen af 3. grad, og efterfølgende handlinger opgraderede til 2. og siden 1. grad. Denne orden medførte desuden visse materielle goder til modtageren. | 589               |
| Orden for Indsats for Fædrelandet          | Orden for Indsats for Fædrelandet i Sovjetunionens Væbnede Styrker af 3. grad Орден За службу Родине в Вооружённых Силах СССР третьей степени Orden Za sluzhbu Rodine v Vooruzhennykh Silakh SSSR tret'ej stepeni | 28. oktober 1974 | Denne orden blev tildelt for eksemplarisk indsats i de væbnede styrker i såvel krigs- som fredsstid. En modtager fik indledningsvis ordnen af 3. grad, og efterfølgende handlinger opgraderede til 2. og siden 1. grad. Denne orden medførte desuden visse materielle goder til modtageren. | 69.576            |

## Militære og civile ordner
| Medalje og bånd | Navn (Dansk/Russisk/Translitteration)                             | Etableret        | Beskrivelse | Antal tildelinger |
|                 | Leninordenen Орден Ленина Orden Lenina                            | 6. april 1930    | Leninordenen var den fornemste hædersbevisning I Sovjetunionen. Den blev givet til såvel civile som soldater for enestående indsats i moderlandets tjeneste, det være sig bestræbelser på at forsvare landet eller at styrke fred eller arbejdspræstationer. Fra 1930 til 1934 blev medaljen fremstillet af sølv, 1934-1936 af guld og 1936-1991 af platin. | 462.184           |
|                 | Folkenes Venskabsorden Орден Дружбы народов Orden Druzhby narodov | 17. oktober 1972 | Denne orden tildeltes personer, organisationer, virksomheder, militære enheder såvel som sovjetiske administrative underenheder for resultater ved styrkelse af interkulturel og international venskab og samarbejde samt for økonomisk, politisk, videnskabelig, militær og kulturel udvikling i Sovjetunionen.                                            | 77.719            |

## Militære medaljer
| Medalje og bånd                                      | Navn (Dansk/Russisk/Translitteration) | Etableret         | Beskrivelse | Antal tildelinger |
| Tapperhedsmedalje                                    | Tapperhedsmedalje Медаль За отвагу Medal Za otvagu | 17. oktober 1938  | Tapperhedsmedaljen var den fornemste medalje en soldat kunne modtage for modig indsats på slagmarken. | 4.569.893         |
| Medalje for kampindsats                              | "Medalje for Kampindsats" Медаль За боевые заслуги Medal Za boevye zaslugi | 17. oktober 1938  | Denne medalje blev givet for kampindsats, der resulterer i militær succes, tappert forsvar af landets grænser eller vellykket militær og politisk skoling og forberedelse. Ligeledes tildeltes den for 10 års tro tjeneste, før andre sådanne ordner blev etableret.       | 5,210,078         |
| Den Store Fædrelandskrigs Partisaner                 | "Den Store Fædrelandskrigs Partisaner"-Medalje af 1. klasse Медаль Партизану Отечественной войны I степен' Medal Partizanu Otechestvennoj vojny I stepeni                                   | 22. februar 1943  | Tildeltes partisaner og ophavsmænd til partisanbevægelser for mod og tapperhed i indsatsen mod besættelsesstyrker under Den Store Fædrelandskrig. | 56.883            |
|                                                      | "Den Store Fædrelandskrigs Partisaner"-Medalje af 2. klasse Медаль Партизану Отечественной войны II степени Medal Partizanu Otechestvennoj vojny II stepeni                                 | 22 . februar 1943 | Tildeltes partisaner og ophavsmænd til partisanbevægelser for mod og tapperhed i indsatsen mod besættelsesstyrker under Den Store Fædrelandskrig. | 70.992            |
|                                                      | Usjakov-Medaljen Медаль Ушакова Medal Usjakova | 3. marts 1944     | Denne medalje tildeltes søværnsofficerer og soldater for mod og tapperhed under militære operationer, patruljeringer af landets grænser og udførelse af militære pligter med livet som indsats i såvel krigs- som fredstid.                                                | 15.641            |
| Nakhimova-Medaljen                                   | Nakhimov-Medaljen Медаль Нахимова Medal Nakhimova | 3. marts 1944     | Tildeltes personer i søværnet for tapperhed og ridderlig opførsel under søslag samt personer, der ikke var i søværnet, der med effektive og snarrådige handlinger og med livet som indsats, bidrog til vellykkede kampoperationer i samspil med sovjetiske marine styrker. | 14.020            |
| Ærefuld Tjeneste for Beskyttelse af Landets Grænser  | Medalje for Ærefuld Tjeneste for Beskyttelse af Landets Grænser Медаль За отличие в охране государственной границы СССР Medal Za otlichie v okhrane gosudarstvennoj granitsy SSSR           | 13. juli 1950     | Tildeltes KGB-personel for ærefulde militære eller andre handlinger for beskyttelse af Sovjetunionens grænser. | ca. 67.520        |
| Ærefuld Tjeneste for Opretholdelse af Offentlig Fred | "Medalje for Ærefuld Tjeneste for Opretholdelse af Offentlig Fred" Медаль За отличную службу по охране общественного порядка Medal Za otlichnuyu sluzhbu po ohrane obschestvennogo porjadka | 1. november 1950  | Tildeltes medlemmer af Indenrigsministeriet (MVD) for at hjælpe til opretholdelse af offentlig fred. | ca. 47.000        |
| Ærefuld Militær Tjeneste                             | "Medalje for Ærefuld Militær Tjeneste af 1. klasse" Медаль За отличие в воинской службе I степени Medal Za otlichie v voinskoj sluzhbe I stepeni                                            | 28. oktober 1974  | Tildeltes militært personel for ærefuld tjeneste. | ca. 20.000        |
| Ærefuld Militær Tjeneste                             | "Medalje for Ærefuld Militær Tjeneste af 2. klasse" Медаль За Отличие В Воинской Службе II степени Medal Za otlichie v voinskoj sluzhbe II stepeni                                          | 28. oktober 1974  | Tildeltes militært personel for ærefuld tjeneste. | ca. 120.000       |
| Styrkelse af Samarbejde i Kampsituationer            | "Medalje for Styrkelse af Samarbejde i Kampsituationer" Медаль За укрепление боевого содружества Medal Za ukreplenie boevogo sodruzhestva                                                   | 25. maj 1979      | Tildeltes tjenestepersonel, som gjorde indsats for at styrke samarbejde mellem Warzsawapagtens medlemslande. | ca. 20.000        |
| Forbilledlig Tjeneste                                | "Medalje for Forbilledlig Tjeneste af 1. klasse" Медаль За безупречную службу первой степени Medal Za bezuprechnuju sluzhbu pervoj stepeni                                                  | 25. januar 1958   | Tildeltes for 20 års forbilledlig tjeneste. |                   |
| Forbilledlig Tjeneste                                | "Medalje for Forbilledlig Tjeneste af 2. klasse" Медаль За безупречную службу второй степени Medal Za bezuprechnuju sluzhbu vtoroj stepeni                                                  | 25. januar 1958   | Tildeltes for 15 års forbilledlig tjeneste. |                   |
| Forbilledlig Tjeneste                                | "Medalje for Forbilledlig Tjeneste af 3. klasse" Медаль За безупречную службу третьей степени Medal Za bezuprechnuju sluzhbu tret'ej stepeni                                                | 25. januar 1958   | Tildeltes for 10 års forbilledlig tjeneste. |                   |
| Veteran fra Sovjetunionens Væbnede Styrker           | "Veteran fra Sovjetunionens Væbnede Styrker" Медаль Ветеран Вооружённых Сил СССР Medal Veteran Vooruzhennyh Sil SSSR                                                                        | 25. maj 1976      | Tildeltes for 25 års militær tjeneste. | ca. 880.000       |